# 湛公湖
湛公湖是一个位于中国江西省余干、鄱阳县的湖泊，面积约为5平方千米，平均水深约为2.5米。